# Frédéric Gigon
Frédéric Gigon (Losanna, 13 febbraio 1973) è un ex calciatore liechtensteinese, di ruolo centrocampista.

## Carriera

### Nazionale
Ha collezionato 23 presenze con la propria Nazionale.